# (17077) Pampaloni
(17077) Pampaloni est un astéroïde de la ceinture principale.

## Description
(17077) Pampaloni est un astéroïde

de la ceinture principale.
Son orbite est la suivante:
| demi-grand axe de l'orbite             | 2,37 UA |
| excentricité                           | 0,06    |
| inclinaison par rapport à l'écliptique | 12,0°   |

Il est découvert le 25 avril 1999 à San Marcello Pistoiese par Andrea Boattini et Maura Tombelli, et son nom honore Carlo Pampaloni, observateur pour le Groupe Européen d'Observation Stellaire, qui a réalisé à partir de 1971 plus de 50 000 estimations de magnitude visuelle.

## Compléments